# Михаило II Војислављевић
Михаило II Војислављевић (крај 11. вијека — почетак 12. вијека) био је српски краљ и владар Дукље и Травуније, из династије Војислављевића. Владао је веома кратко, око 1100. или 1101. године, непосредно након смрти свога оца, краља Бодина, кога је наследио на дукљанско-травунском пријестолу, али је недуго потом био свргнут.

## Биографија
Михаило је био најстарији син краља Бодина и краљице Јаквинте. Његова браћа су били Ђорђе, Архириц и Томо. Смрћу његовог оца, окончано је раздобље успона државе Војислављевића и започело је доба унутрашњих превирања и честих смена на пријестолу.
Према свједочењу Барског родослова, Михаило је као најстарији син и насљедник краља Бодина преузео власт након очеве смрти, али је недуго потом дошло до преврата, који је извршио његов стриц Доброслав, који је свргнуо Михаила и преузео власт.

## Извори и литература
Извори
- Живковић, Тибор (2009). Gesta Regum Sclavorum. 2. Београд-Никшић: Историјски институт; Манастир Острог.
- Кунчер, Драгана (2009). Gesta Regum Sclavorum. 1. Београд-Никшић: Историјски институт, Манастир Острог.
- Мијушковић, Славко, ур. (1988) [1967]. Љетопис попа Дукљанина (2. изд.). Београд: Просвета & Српска књижевна задруга.
- Mošin, Vladimir, ур. (1950). Ljetopis popa Dukljanina. Zagreb: Matica hrvatska.
- Шишић, Фердо, ур. (1928). Летопис Попа Дукљанина. Београд-Загреб: Српска краљевска академија.

Литература
- Веселиновић, Андрија; Љушић, Радош (2008). Српске династије (2. изд.). Београд: Службени гласник.
- Живковић, Тибор (2006а). Портрети српских владара (IX-XII век). Београд: Завод за уџбенике и наставна средства.
- Живковић, Тибор (2006б). „Дукља између Рашке и Византије у првој половини XII века”. Зборник радова Византолошког института. 43: 451—466.
- Živković, Tibor (2008). Forging unity: The South Slavs between East and West 550-1150. Belgrade: The Institute of History.
- Калић, Јованка (1981). „Српски велики жупани у борби с Византијом”. Историја српског народа. 1. Београд: Српска књижевна задруга. стр. 197—211.
- Ковачевић, Јован (1967). „Од доласка Словена до краја XII вијека” (PDF). Историја Црне Горе. 1. Титоград: Редакција за историју Црне Горе. стр. 279—444.
- Ћирковић, Сима (1981). „Осамостаљивање и успон дукљанске државе”. Историја српског народа. књ. 1. Београд: Српска књижевна задруга. стр. 180—196.
- Fine, John Van Antwerp Jr. (1991) [1983]. The Early Medieval Balkans: A Critical Survey from the Sixth to the Late Twelfth Century. Ann Arbor, Michigan: University of Michigan Press.